# Bad Liebenzell
Bad Liebenzell (bis 1926 Liebenzell) ist eine Bäder- und Kurstadt im nördlichen Schwarzwald im Landkreis Calw; sie liegt rund 20 Kilometer südlich von Pforzheim, dabei gehört sie zur Region Nordschwarzwald und zur Randzone der europäischen Metropolregion Stuttgart.

## Geographie

### Geographische Lage

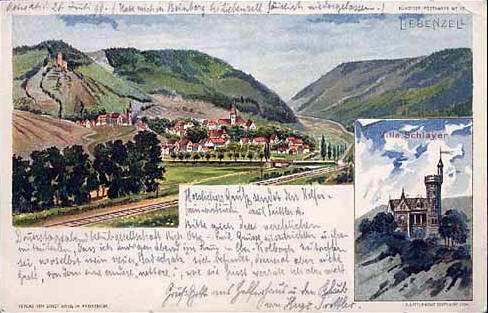
Liebenzell 1899

Das zentrale Bad Liebenzell liegt westlich der Landesmitte von Baden-Württemberg im Nagoldtal. Das Stadtgebiet hat eine Höhenlage von 310 (Monbachtal) bis 714 Metern (Gemarkung Maisenbach-Zainen), erstreckt sich ungefähr 5,5 km entlang der Süd-Nord-Achse des Nagoldtales und quer dazu über die Schwarzwaldhöhen hinweg etwa 13 km weit. Es liegt zur Gänze im Naturpark Schwarzwald Mitte/Nord.

### Nachbargemeinden
Reihum grenzen die Gebiete der folgenden Nachbarkommunen an:
- im Nordwesten die Gemeinde Schömberg
- im Nordosten die Gemeinde Neuhausen im Enzkreis
- im Osten die Stadt Weil der Stadt im Landkreis Böblingen
- im Südosten die Gemeinde Simmozheim, dann zweimal, unterbrochen durch eine Simmozheimer Waldexklave, die Gemeinde Althengstett
- im Süden die Kreisstadt Calw
- und im Südwesten die Gemeinde Oberreichenbach.

Kommunen, bei denen kein Kreis genannt wurde, liegen wie Bad Liebenzell selbst im Landkreis Calw.

### Stadtgliederung
Zur Stadt Bad Liebenzell gehören die ehemaligen Gemeinden Möttlingen, Beinberg, Maisenbach, Monakam, Unterhaugstett und Unterlengenhardt.
- Zur Stadt Bad Liebenzell in den Grenzen von 1970 gehören neben der Stadt die Häuser Monbachtal[2] und Maisenbacher Sägemühle.
- Zu Beinberg gehört das Dorf Beinberg.
- Zu Maisenbach gehört das Dorf Maisenbach und die Siedlung Zainen.
- Zu Monakam gehört das Dorf Monakam.
- Zu Möttlingen gehört die Siedlung Möttlingen und das Gehöft Georgenau.
- Zu Unterhaugstett gehört das Dorf Unterhaugstett.
- Zu Unterlengenhardt gehört das Dorf Unterlengenhardt.[3]

Die ehemaligen Gemeinden sind Ortschaften im Sinne der baden-württembergischen Gemeindeordnung mit jeweils eigenem Ortschaftsrat und Ortsvorsteher als dessen Vorsitzendem.

## Geschichte

### Mittelalter
Im Jahr 1091 schenkte – wie dem Hirsauer Codex zu entnehmen ist – der Edle Hugo von Ostelsheim dem Kloster Hirsau eine „Hube Land zu Chele“. Dies war die erste urkundliche Erwähnung von Liebenzell. Um 1130 erhielt Gräfin Uta, eine Tochter des Pfalzgrafen Gottfried von Calw, als Mitgift unter anderem „Zelle samt zugehörigen Wald“. Ab 1196 war Burg und Städtchen Liebenzell im Besitz des Grafen von Eberstein. Der letzte Ritter von Liebenzell, Ludwig, verkaufte seinen Besitz 1272 an den Deutschen Orden und trat diesem bei.

### Badische Zeit
Schon wenige Jahre später begann mit dem Verkauf von Burg und Stadt an den Markgrafen Rudolf I. von Baden die bis 1603 dauernde badische Zeit. 1384 tritt Liebenzell zum ersten Mal als Stadt auf. Eng im Zusammenhang mit der Stadt Liebenzell stand nahezu 600 Jahre lang das Zeller Bad. Bereits 1403 wird das „Untere Bad“ zum ersten Mal erwähnt. Das einige Jahre später erbaute „Obere Bad“ führte anfangs den Namen „neues Wildbad zu Liebenzell“. 1603 verkaufte Markgraf Ernst Friedrich von Baden-Durlach Stadt und Amt Liebenzell an Herzog Friedrich von Württemberg. Seitdem war Liebenzell Bestandteil des Herzogtums Württemberg.

### Württembergische Zeit
Anfang des 18. Jahrhunderts ließ Erbprinz Ludwig Friedrich von Württemberg eine Lindenallee erbauen; 1727 entstand an dieser Allee ein Lusthaus mit prächtigem Kursaal. Nach dem großen Brand von 1785 wurde die Stadt von Johann Adam Groß in veränderter Gestalt wieder aufgebaut.
Das Amt Liebenzell wurde nach der Gründung des Königreichs Württemberg aufgelöst und 1807 dem Oberamt Calw unterstellt. 1810 kam Liebenzell zum Oberamt Neuenbürg und 1842 erneut zum Oberamt Calw.
Im Jahr 1900 fasste der Gemeinderat den Beschluss, Kuranlagen anzulegen. 1904 lud die Stadt, aus Anlass der 300-jährigen Zugehörigkeit Liebenzells zu Württemberg, König Wilhelm II. zu einem großen Fest ein, der auch tatsächlich kam. 1926 wurde der Namenszusatz „Bad“ genehmigt, was die starke Entwicklung der Stadt zum Heilbad und Kurort honorierte. 1928 wurde mit dem Abfüllen des „Liebenzeller Sprudels“ begonnen und 1933 das Freibad eingeweiht.
Bei der Kreisreform während der NS-Zeit in Württemberg gelangte Bad Liebenzell 1938 zum Landkreis Calw.

### Nachkriegszeit
Nach dem Zweiten Weltkrieg fiel Bad Liebenzell in die Französische Besatzungszone und kam somit 1947 zum neu gegründeten Land Württemberg-Hohenzollern. 1952 ging das provisorische Nachkriegsland im Regierungsbezirk Südwürttemberg-Hohenzollern auf und gehört seither zum neuen Land Baden-Württemberg.
1954 wurde das neue Kurhaus seiner Bestimmung übergeben und 1968 die Paracelsus-Therme eröffnet, die in den Jahren 2011 und 2012 energetisch saniert und renoviert wurde. Immer wichtiger geworden ist die Rolle als Naherholungsgebiet für den Großraum Stuttgart und Böblingen.
Ab 1971 wurden die heute insgesamt sechs Höhenstadtteile im Zuge der Gebietsreform auf freiwilliger Basis eingegliedert: Am 1. Januar 1971 die bis dahin selbständigen Gemeinden Beinberg, Monakam, Unterhaugstett und Unterlengenhardt; zum 1. Januar 1972 folgte Möttlingen und am 1. Juli 1974 Maisenbach.
Mit der Kreisreform zum 1. Januar 1973 erreichte der Landkreis Calw seine heutige Ausdehnung. Der Landkreis wurde gleichzeitig Teil der neu gegründeten Region Nordschwarzwald, die dem damals neu umschriebenen Regierungsbezirk Karlsruhe zugeordnet wurde. Somit wird seither über die Angelegenheiten Bad Liebenzells auch aus Karlsruhe mitentschieden.

### Entwicklung der Einwohnerzahl
| Jahr | Einwohner¹ |
| ---- | ---------- |
| 1871 | 3302       |
| 1880 | 2907       |
| 1890 | 2767       |
| 1900 | 2928       |
| 1910 | 3262       |
| 1925 | 3808       |
| 1933 | 3688       |
| 1939 | 3456       |

| Jahr | Einwohner¹ |
| ---- | ---------- |
| 1950 | 4404       |
| 1961 | 5021       |
| 1970 | 5806       |
| 1975 | 5945       |
| 1980 | 6277       |
| 1985 | 6845       |
| 1990 | 8087       |
| 1995 | 9049       |

| Jahr | Einwohner¹ |
| ---- | ---------- |
| 2000 | 9483       |
| 2005 | 9526       |
| 2010 | 9313       |
| 2015 | 9298       |
| 2020 | 9629       |

¹ laut Angaben des Statistischen Landesamts Baden-Württemberg; bis 1961 Volkszählungsergebnisse, ab 1970 Fortschreibungen (jeweils zum 31. Dezember); heutiger Gebietsstand.

## Politik

### Gemeinderat
Der Gemeinderat in Bad Liebenzell umfasst 18 Personen. Er besteht aus den gewählten ehrenamtlichen Gemeinderäten und dem Bürgermeister als Vorsitzendem. Der Bürgermeister ist im Gemeinderat stimmberechtigt.
Die Kommunalwahl am 9. Juni 2024 führte zu folgendem amtlichen Endergebnis.
| Parteien und Wählergemeinschaften | Parteien und Wählergemeinschaften           | Stimmenanteil 2024 | Sitze 2024 |         | % 2019  | Sitze 2019 |
| UL                                | Unabhängige Liste                           | 40,20 %            | 7          | 47,0    | 8       |            |
| CDU                               | Christlich Demokratische Union Deutschlands | 22,89 %            | 4          | 36,8    | 7       |            |
| ZBL                               | Zukunft Bad Liebenzell                      | 23,02 %            | 4          | –       | –       |            |
| Grüne                             | BÜNDNIS 90/DIE GRÜNEN                       | 08,98 %            | 2          | 16,2    | 3       |            |
| AfD                               | Alternative für Deutschland                 | 04,90 %            | 1          | –       | –       |            |
| Gesamt                            | Gesamt                                      | 100 %              | 18         | 100     | 18      |            |
| Wahlbeteiligung                   | Wahlbeteiligung                             | 60,94 %            | 60,94 %    | 57,29 % | 57,29 % |            |

### Bürgermeister
Nach 24 Dienstjahren trat Volker Bäuerle 2013 nicht mehr an. Im Oktober 2013 wurde Dietmar Fischer mit 63,2 % der Stimmen im ersten Wahlgang zum Nachfolger gewählt. Im Oktober 2021 wurde Roberto Chiari mit 54 % der Stimmen im ersten Wahlgang zum neuen Bürgermeister gewählt; Amtsinhaber Fischer erreichte 45 % der Stimmen. Chiari trat sein Amt am 2. Januar 2022 an.
Liste der Stadtschultheißen und Bürgermeister
- 1850–1854: Adolf Kratz
- 1854–1889: Karl Christoph Rau
- 1889–1895: Carl August Wilhelm Schneider
- 1895–1897: Johann Karl Kinzler
- 1897–1933: Hugo Mäulen
- 1933–1945: Gottlob W. Klepser

- 1946–1973: Gottlob W. Klepser
- 1974–1989: Helmut K. Schiek
- 1990–2013: Volker Bäuerle
- 2014–2021: Dietmar Fischer
- seit 2022: Roberto Chiari

### Wappen und Flagge
In Blau unter einer liegenden schwarzen Hirschstange in einem silbernen Zelt, auf von Schwarz und Gold geschachtem Boden stehend eine goldene Badewanne, in der ein sitzender Mann zu sehen ist. Die Bad Liebenzeller Stadtfarben sind Blau-Weiß.

### Wappen der Ortsteile

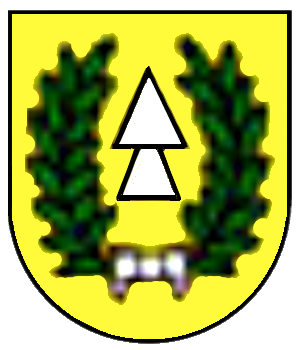
Beinberg
Monakam
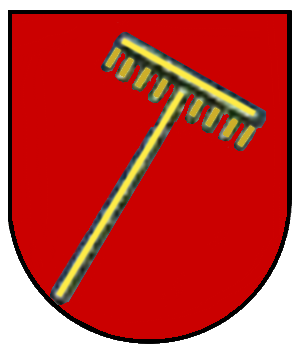
Unterhaugstett
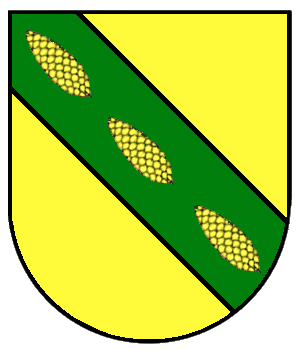
Unterlengenhardt
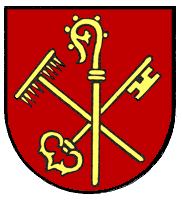
Möttlingen
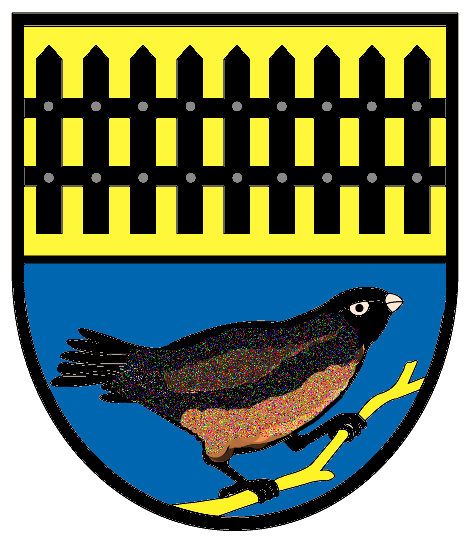
Maisenbach-Zainen

### Städtepartnerschaften
Seit 1992 besteht eine Partnerschaft mit Villaines-la-Juhel in der französischen Region Pays de la Loire.
2019 ging Bad Liebenzell zudem eine Partnerschaft mit der portugiesischen Kleinstadt Lourinhã ein.

## Wirtschaft und Infrastruktur

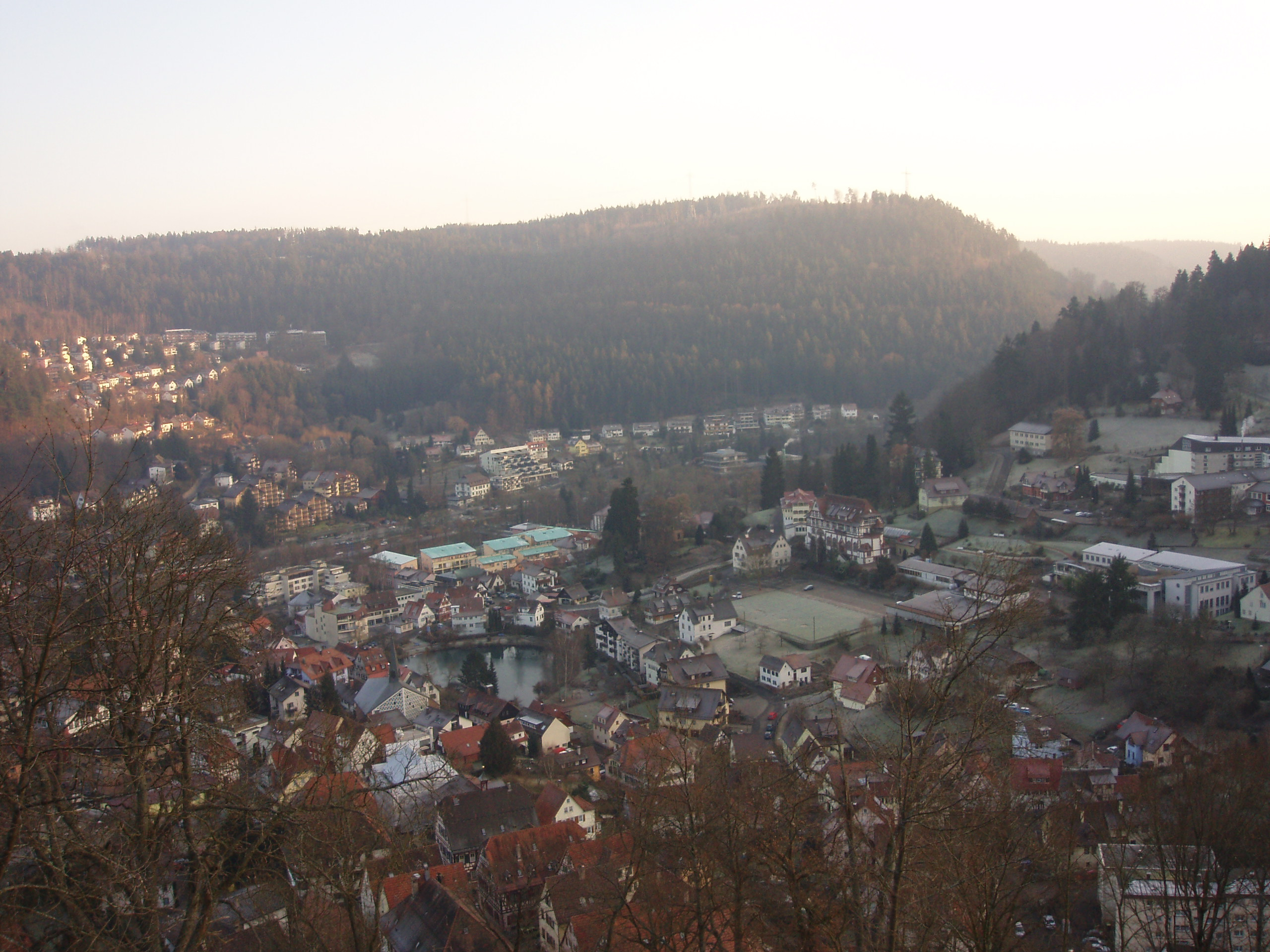
Blick über die Stadt von der Burg Liebenzell aus

In die um 1971 in die Stadtgemeinde eingegliederten sechs Höhenstadtteile und in die Altstadt wurden seit 1990 über 100 Millionen Euro investiert, um die Infrastruktur zu verbessern und den Fremdenverkehr zu fördern. Neben dem Bau von Schulen, Kindergärten, Dorfzentren und Mehrzweckgebäuden wurde auch die Sanierung der alten Stadtmauer und die Renaturierung des Lengenbachs durchgeführt. Zur Bebauung des ehemaligen Kurgärtnereigeländes mit Seniorenwohnungen kamen Fußgängerzonen und neue Geschäfte hinzu.

### Verkehr
Bad Liebenzell ist durch die Nagoldtalbahn (Pforzheim-Horb am Neckar) an das überregionale Streckennetz angeschlossen. Im 30/60-Minuten-Takt verkehren Züge nach Pforzheim bzw. Horb über Calw und Nagold.
Durch eine Alltagsroute aus dem Radnetz Baden-Württemberg ist Bad Liebenzell über Unterreichenbach mit Pforzheim und in der anderen Richtung mit Calw verbunden. Auf derselben Trasse verläuft als Landes-Radfernweg der Heidelberg-Schwarzwald-Bodensee-Radweg durch Bad Liebenzell, der insgesamt von Heidelberg nach Radolfzell führt.

### Bildungseinrichtungen
Die Reuchlin Schulen Bad Liebenzell verfügen über je eine Grund-, Haupt-, Real- und Förderschule. Außerdem besteht in den Ortsteilen Möttlingen und Unterhaugstett jeweils eine Grundschule.
Am 1. September 2011 begann der Studienbetrieb der Internationalen Hochschule Liebenzell (IHL), am 22. Juli 2011 fand die Einweihung der IHL statt.

## Kultur und Sehenswürdigkeiten

### Religionen
Im Gebiet der Kommune Bad Liebenzell arbeiten die evangelischen Kirchengemeinden Bad Liebenzell, Monakam-Unterhaugstett, Möttlingen und die Petruskirchengemeinde Beinberg, Maisenbach-Zainen und Unterlengenhardt.
Die katholische Kirche St. Lioba in der Kirchstraße 5 gehört zur Seelsorgeeinheit Calw–Bad Liebenzell.
Die Stadt ist Sitz der weltweit arbeitenden evangelischen Liebenzeller Mission und der Geschäftsstelle des Liebenzeller Gemeinschaftsverbandes.

### Bauwerke

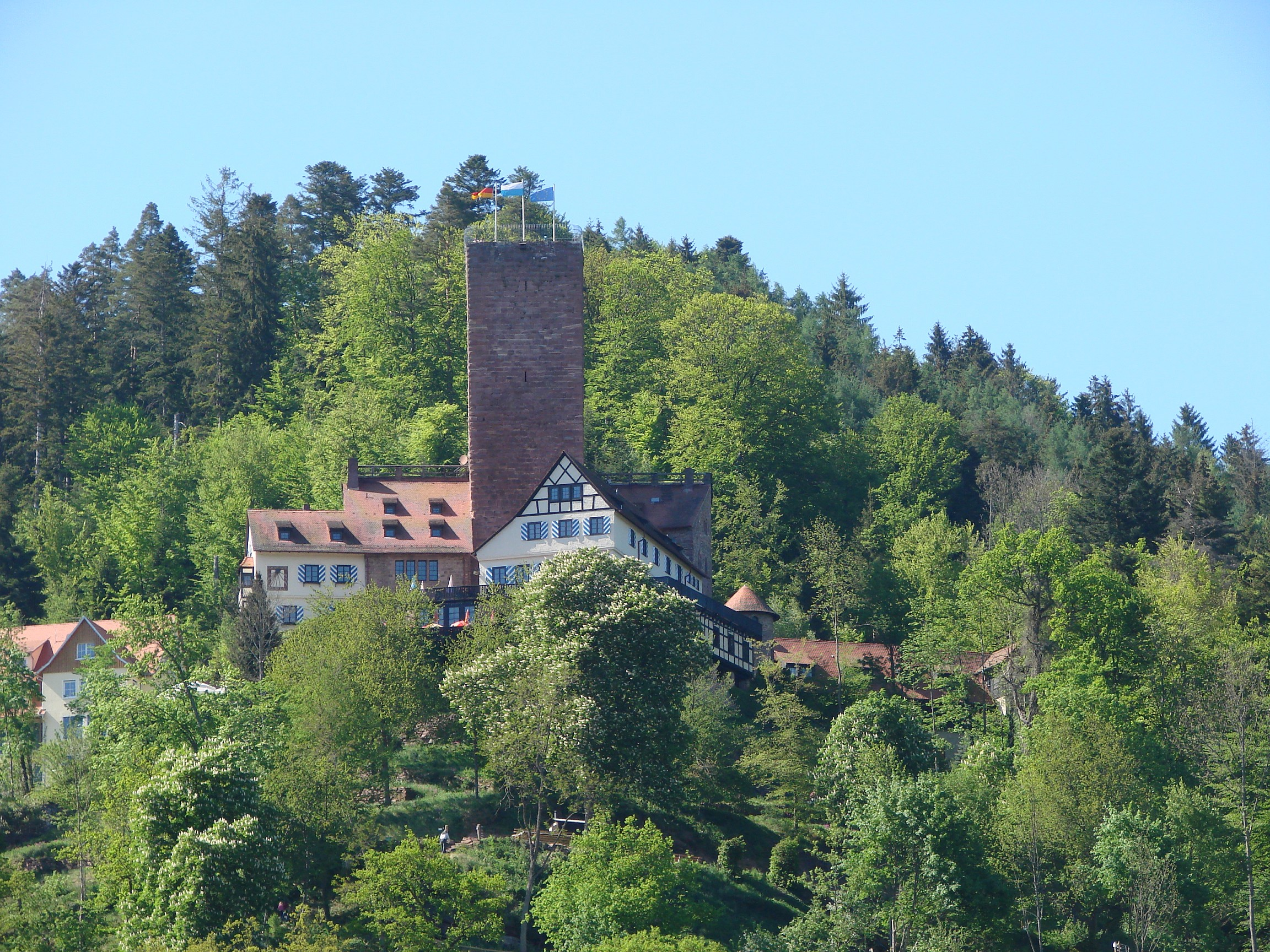
Burg Liebenzell
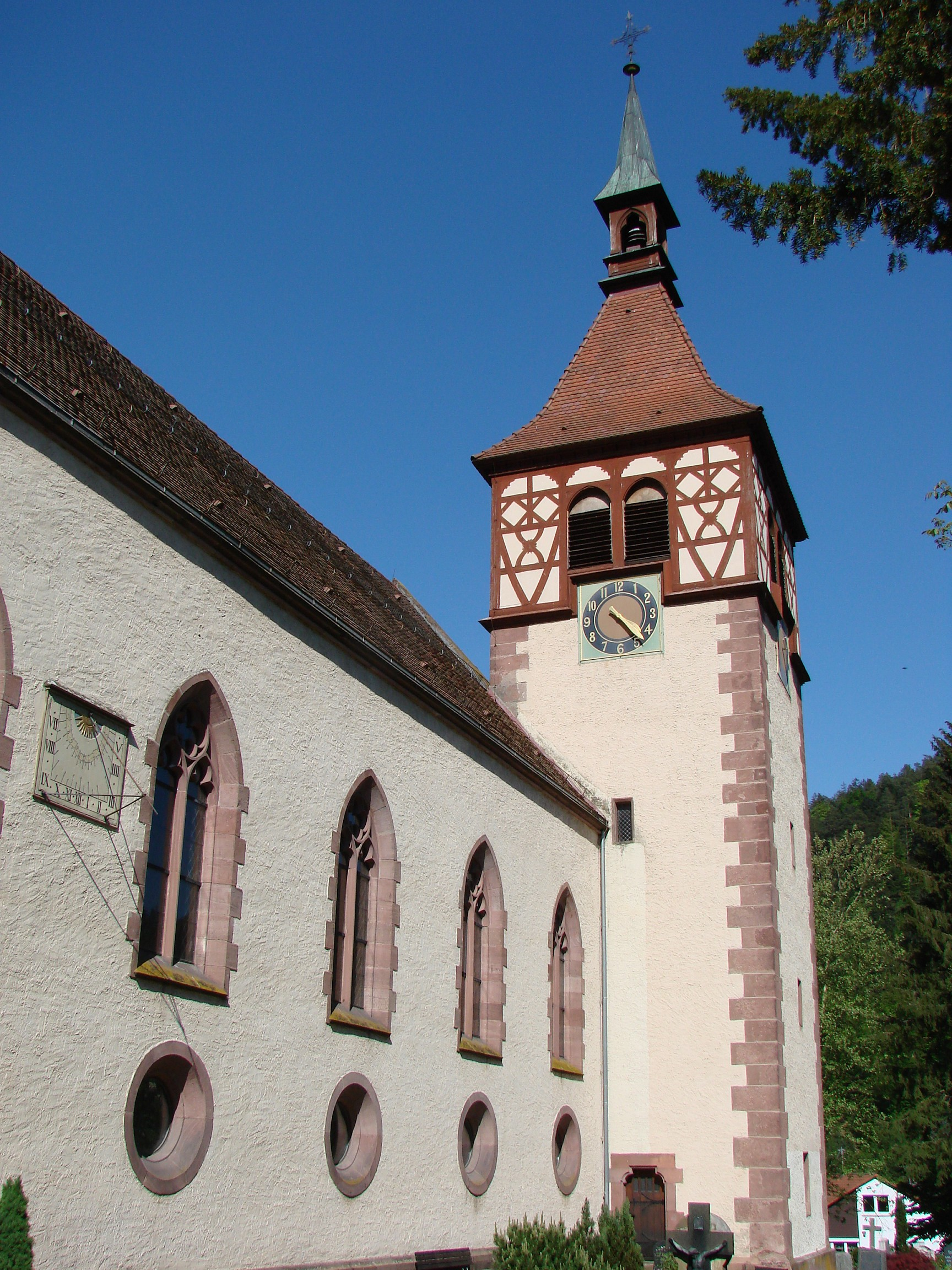
Kirche St. Blasius
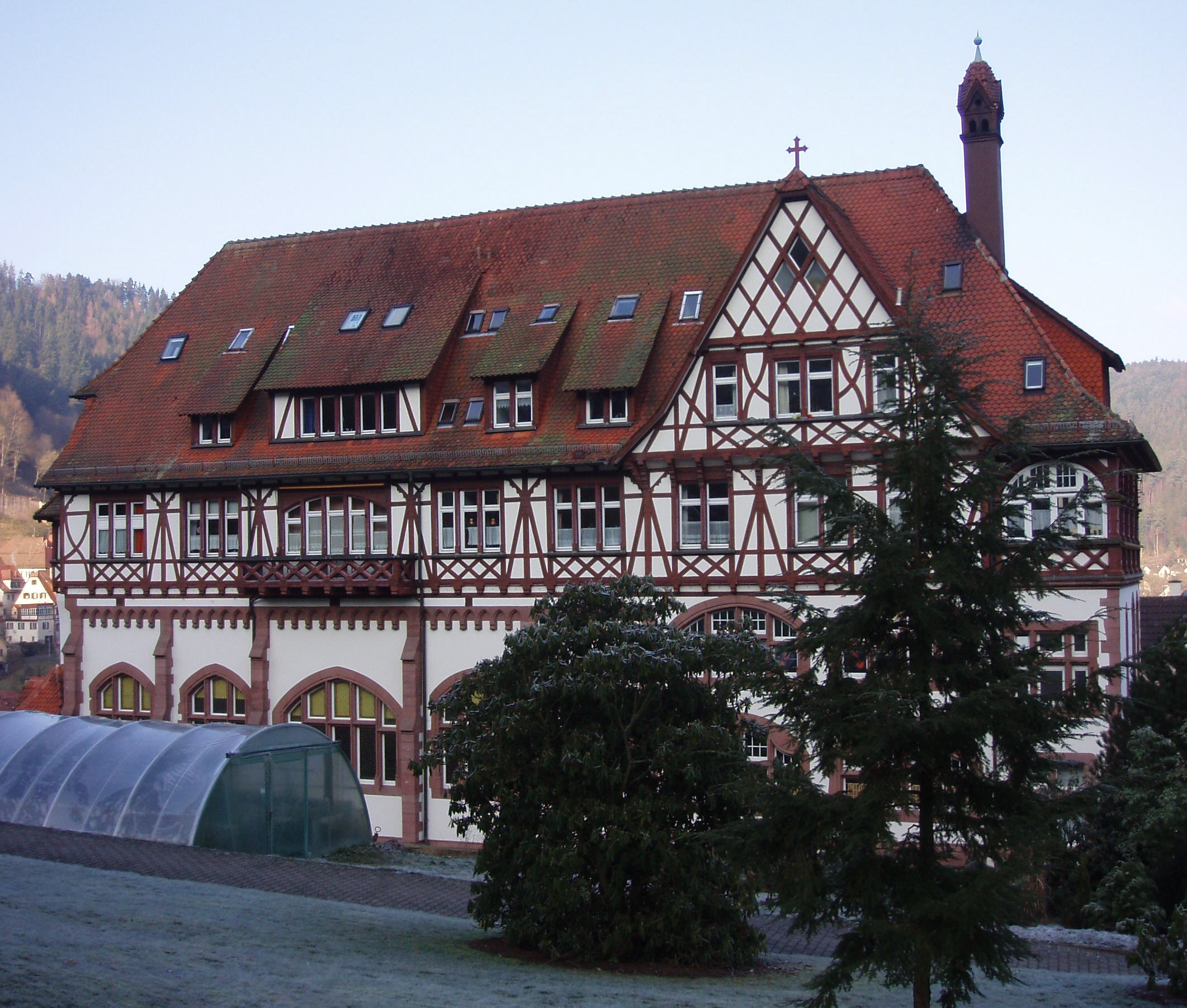
Missionshaus
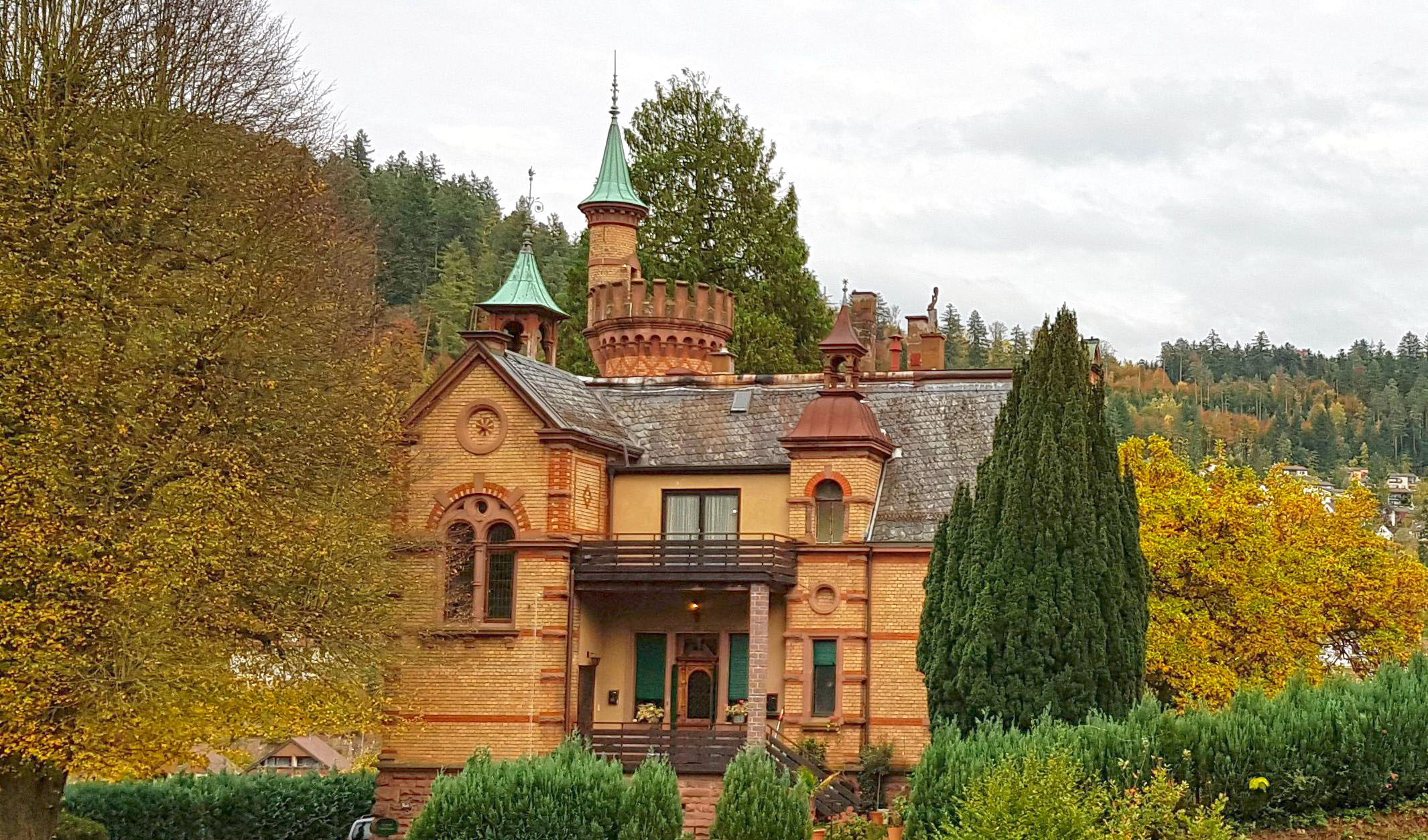
Schlayerburg
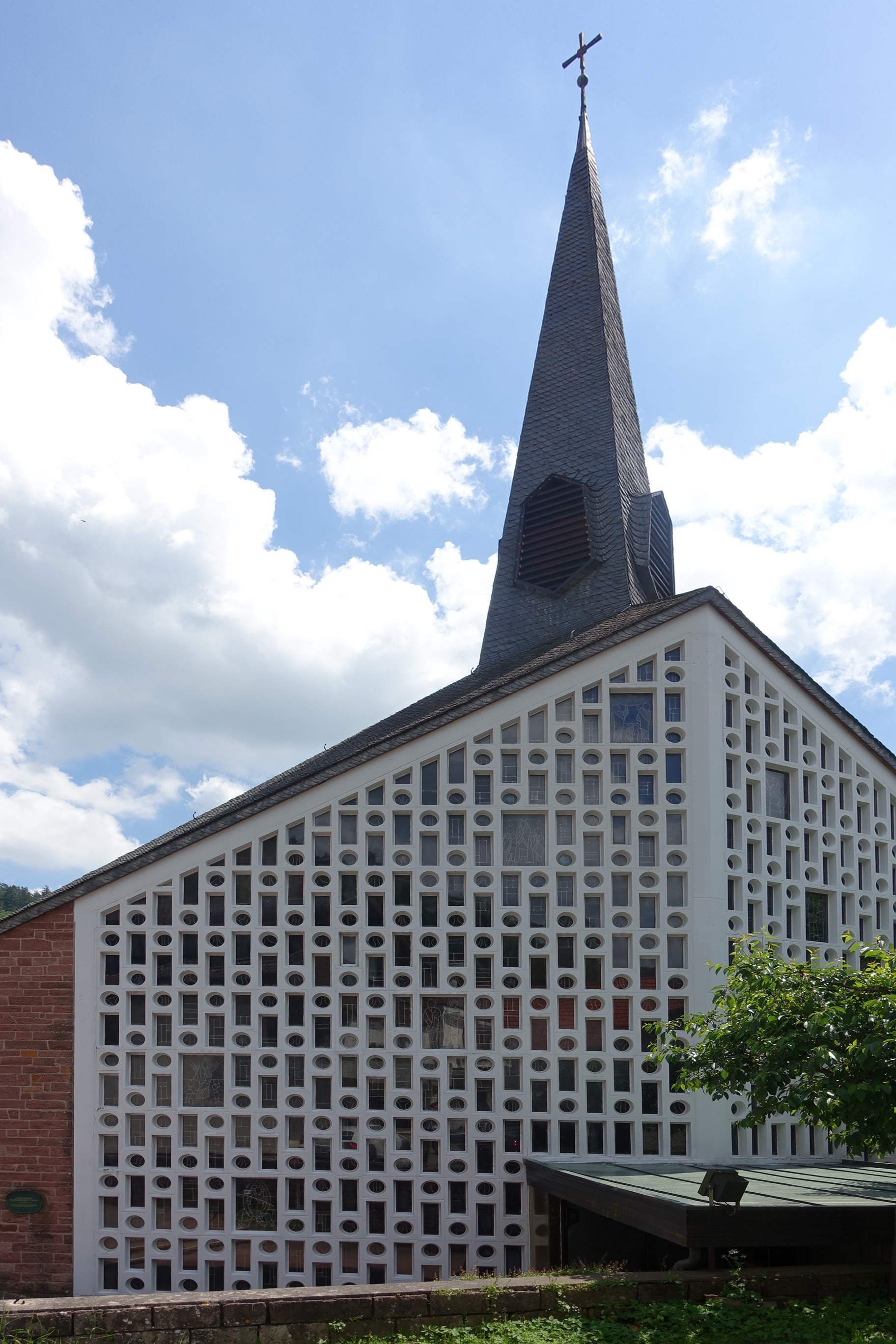
Kirche St. Lioba
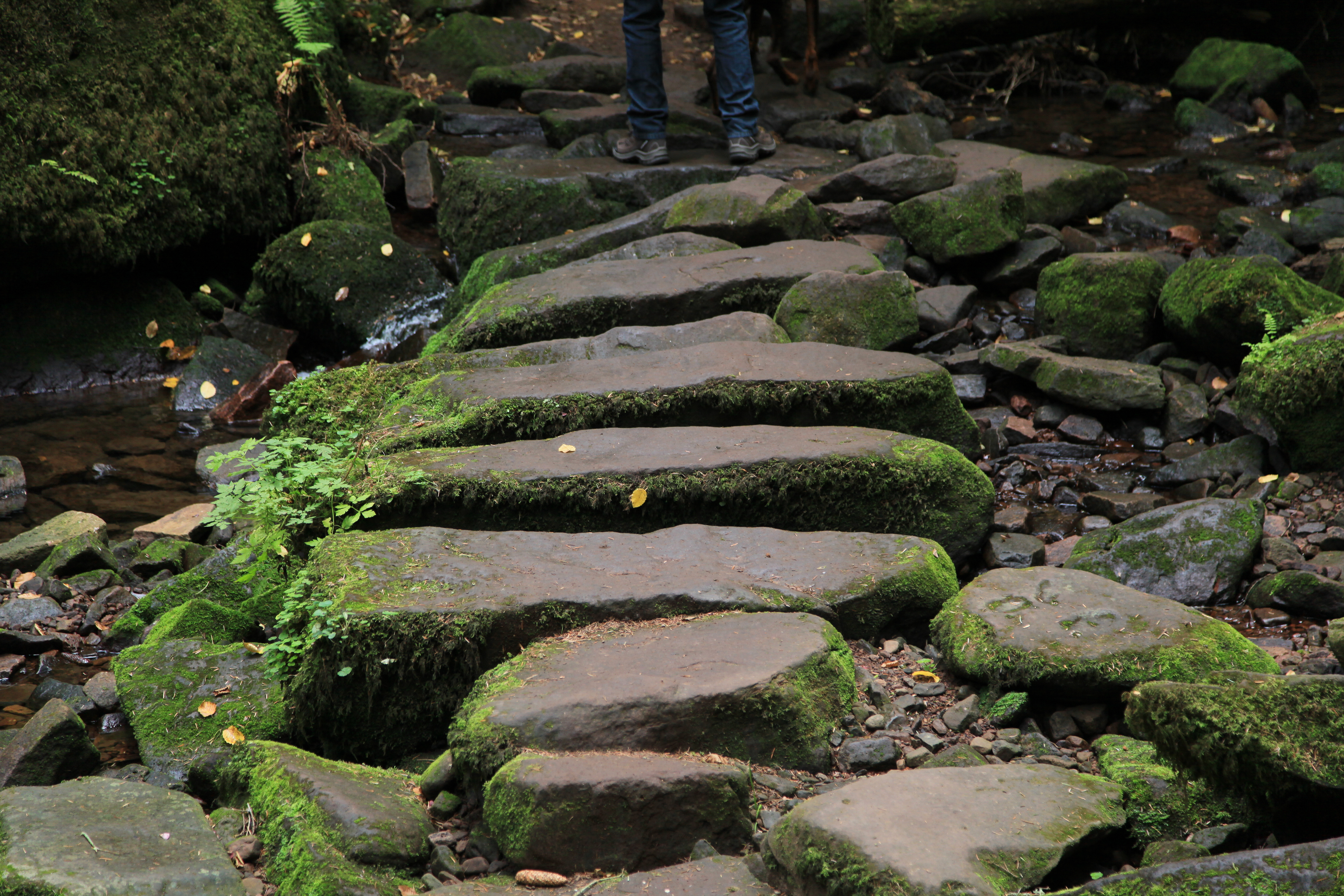
Trittsteinbrücke im NSG Monbach

- Die Burg Liebenzell aus dem 13. Jahrhundert ist das imposanteste Bauwerk in Bad Liebenzell

- Evangelische Kirchen
  - An der Stelle der Stadtkirche St. Blasius stand bereits im 12. Jahrhundert eine Kirche. Der Turm wurde 1653 abgerissen und in der heute bestehenden Form wiedererbaut. Die Sonnenuhr an der Südwand stammt von 1778. Von 1891 bis 1893 wurde das Kirchenschiff durch Oberbaurat Karl von Sauter in neugotischem Stil errichtet und von der Münchner Hofglasmalerei Gustav van Treeck mit ornamentaler und figürlicher Glasmalerei ausgestattet (östliches Chorfenster: Kreuzigungsgruppe).
  - Die Friedenskirche Beinberg wurde 1959 erbaut. Die Glaskünstlerin Anna-Dorothea Kunz-Saile schuf 1964/65 die bleiverglasten Farbfenster (Eingangsbereich: Gleichnis vom verlorenen Sohn, Chor: Der Auferstandene erscheint seinen Jüngern).
  - Die Christuskirche Maisenbach wurde 1967 erbaut und vom Stuttgarter Glaskünstler Wolf-Dieter Kohler mit farbiger Bleiverglasung ausgestattet.
  - In Monakam wird bereits 1477 eine Filialkirche zum Heiligen Kreuz erwähnt. Die heutige Kirche wurde 1802 neu erbaut. Dabei wurde der Flügelaltar der Vorgängerkirche aus dem Jahr 1497 übernommen. Im Jahre 2018 schuf der bekannte Glaskünstler Johannes Schreiter zwei Fenster mit den Themen Auferstehung und Pfingsten.
  - Die Blumhardtkirche Möttlingen hat am romanischen Turm ein Schiff von 1746. Die bleiverglasten Farbfenster schuf 1957 der Stuttgarter Glaskünstler Adolf Valentin Saile.
  - 1966 wurde die Christuskirche Unterhaugstett von den Stuttgarter Architekten Klaus Ehrlich und Walter Eppler in Sichtbetonbauweise errichtet.[17] Der Stuttgarter Glaskünstler Wolf-Dieter Kohler gestaltete das Fensterkreuz in der Altarwand (Christus der Weltenherrscher mit Evangelisten-Symbolen und sechs Szenen zum 2. Glaubensartikel) und ungegenständlich in ganz anderen Farbtönen die nördliche und südliche Seitenverglasung. Der Unterhaugstetter Künstler Karl-Heinz Franke (1916–2006) stiftete 2004 das Edelstahl-Objekt Baum der Erkenntnis auf der Kirchwiese, der Tübinger Künstler Johannes Kares malte 2007 sieben Kreuzzyklus-Bilder für die 1997 geschaffenen Gemeinderäume.
  - In Unterlengenhardt wurde 1984 ein Gemeindezentrum errichtet.
- Kur und Erholung haben in Bad Liebenzell Tradition. Der Ort bietet einen Apothekergarten, der bei Wanderungen und Spaziergängen die Gäste auf die große Bedeutung der heimischen Heilkräuter aufmerksam machen soll.
- Rund 2 km nördlich der Stadt steht der Monaturm – ein Mobilfunkturm auf der geografischen Position 48° 47′ 18″ N, 8° 44′ 9″ O
- Auf dem Berg der Liebenzeller Mission stehen zwei sehenswerte Bauwerke:
  - das Missionshaus, ein schönes, in den Jahren 1905 bis 1907 in Form eines Kreuzes erbautes Fachwerkhaus; in dem Haus verbirgt sich eine kleine Kapelle.[18]
  - die von den Liebenzellern so genannte Schlayerburg, ein in den Jahren 1886 bis 1888 im romantischen Lichtensteinstil erbauter Landsitz der Tochter des württembergischen Staats- und Finanzministers Johannes von Schlayer, Mathilde von Schlayer.[19] 1891 übernahm die Diakonissenanstalt Stuttgart das Schlößchen mitsamt den Schulden und nutzte es als Erholungsheim für die Stuttgarter Diakonissen unter der Leitung von Schwester Lina Stahl (12. Februar 1842 – 17. November 1924). Mathilde von Schlayer behielt bis zu ihrem Tod 1896 darin das Wohnrecht. 1910 erwarben der Generalleutnant Heinrich von Diest und seine Frau Hilda das Anwesen und zogen 1918 mit Beginn seines Ruhestands dort ein.[20] Heute ist es der Wohnsitz der Familie von Mengersen.[21]

- Das von Bihl & Woltz erbaute, 1912 fertiggestellte und bis 1986 als Diakonissen-Erholungsheim genutzte Gebäude – Ecke Im Blumenstiel / Paracelsusweg – mit hohen Walmdächern. Während des Zweiten Weltkrieges diente es als Lazarett. Seit der Sanierung 2013 werden die fünf Etagen als Wohnraum genutzt. 2014 erhielt die Anlage mit Parkvilla den Denkmalschutzpreis Baden-Württemberg.[22]
- Die 110-kV-Freileitung Merklingen–Calmbach der EnBW überquert bei Bad Liebenzell das Nagoldtal mit einem Spannfeld von 941 Metern Länge. Die Leiterseile erreichen eine maximale Höhe von 210 Meter über Grund.

### Paracelsus-Therme
Neben dem Kurpark befindet sich die Paracelsus-Therme, ein 1969 als „Paracelsusbad“ eingeweihtes Thermalbad mit einer Gesamtwasserfläche von 620 m². Angeschlossen an das Bad ist die Sauna Pinea, in der man bei Temperaturen zwischen 60 °C und 100 °C saunieren kann. Die Therme besteht aus einem Bewegungsbecken mit einer Wassertemperatur von ca. 30 °C. Außerdem existiert ein mittelgroßer Whirlpool mit 34 °C Wassertemperatur. Das Außenbecken verfügt über einen Strömungskanal, Sprudelliegen, einen weiteren Whirlpool, Massagestationen und eine Schwalldusche. Die physikalische Therapieabteilung der Paracelsus-Therme bietet Massagen, Heißluftbehandlungen, Lymphdrainagen, Fußreflexzonenmassagen, Fangopackungen, Wannenbäder und Krankengymnastik.
Am 10. Januar 2011 begann eine Umbauaktion, die schon ab November 2010 geplant war, jedoch wegen des großen Besucherandrangs verschoben wurde. Zunächst war nur ein Umbau geplant, um energiebetreffende Details zu erneuern, aber es wurden auch weitreichende Änderungen an den Umkleidekabinen und der Außenfassade vorgenommen. Zusätzlich wurde eine Erlebnisdusche eingebaut, neue Liegeflächen auch auf dem Dach ausgewiesen und eine Soleinhalation installiert. Die Arbeiten wurden im Sommer 2012 abgeschlossen.

### Kurpark

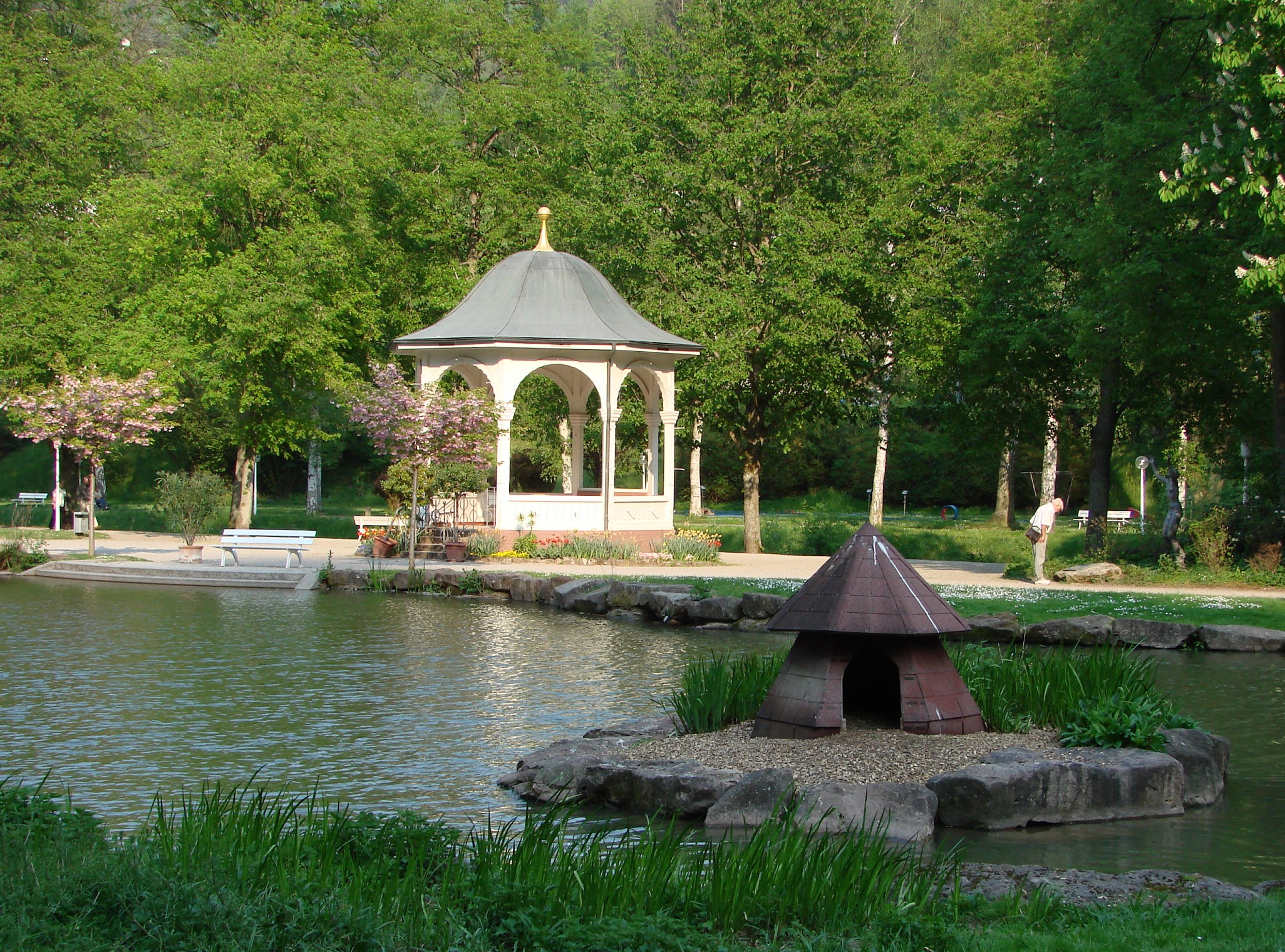
Im Kurpark

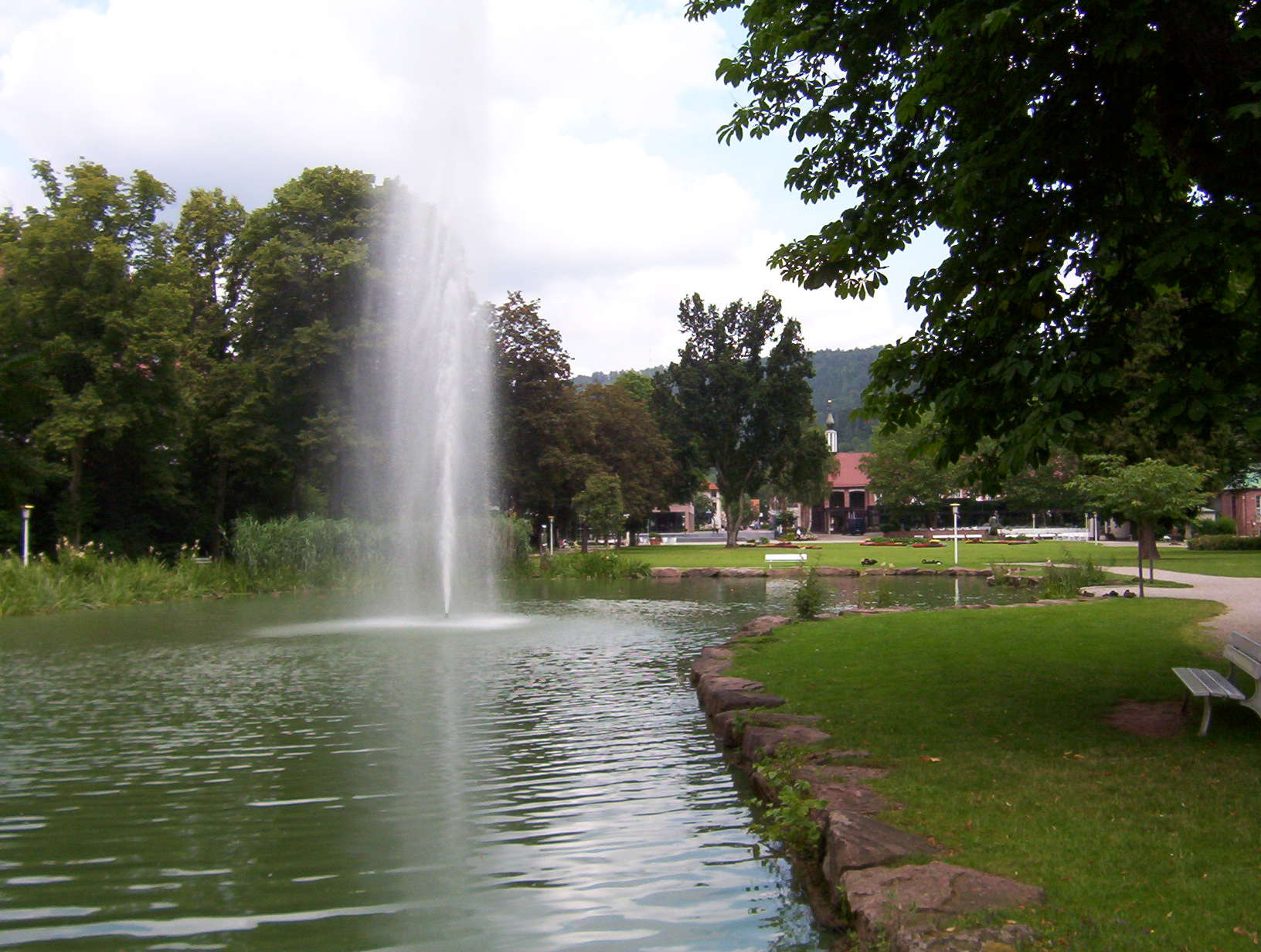
Wasserfontäne mit Kurhaus im Hintergrund

Im Kurpark wurden ein Planetenlehrpfad und ein Apothekergarten angelegt. Der Kurpark wird durch eine Erlebnisbeleuchtung in der Nacht farbenfroh beleuchtet.
Im südlichen Bereich des Parks in Flussrichtung links der Nagold befindet sich der beschriebene Stein, mit dem sich der Regierungsrat Carl Friedrich Feuerlein aus Stuttgart im Jahre 1800 ein bleibendes Denkmal errichten ließ. Hier befindet sich auch der 2017 von Ines Veith initiierte SOPHI PARK.

### Riese-Erkinger-Skulptur
Erstmals 1938 wurde durch den Holzbildhauer Fritz Roller eine Holzfigur des Riesen Erkinger gestaltet und auf dem Riesenbrunnen Ecke Karlstraße/Hindenburgstraße platziert. 1954 dort abgebaut fand sie erst 2010 einen neuen Platz im Eingangsbereich des Bürgerzentrums. Ein über Spenden finanzierter, rund vier Meter hoher und fünf Tonnen schwerer Riese aus Sandstein – nach Vorbild dieser Holzfigur – fand 2013 einen Platz am Stadtsee mit Blick in Richtung seiner angestammten Heimat, der Burg.
Jährlich findet am ersten Maiwochenende das Riese-Erkinger-Fest statt, erstmals 2015.

### Sonstige Kulturdenkmäler

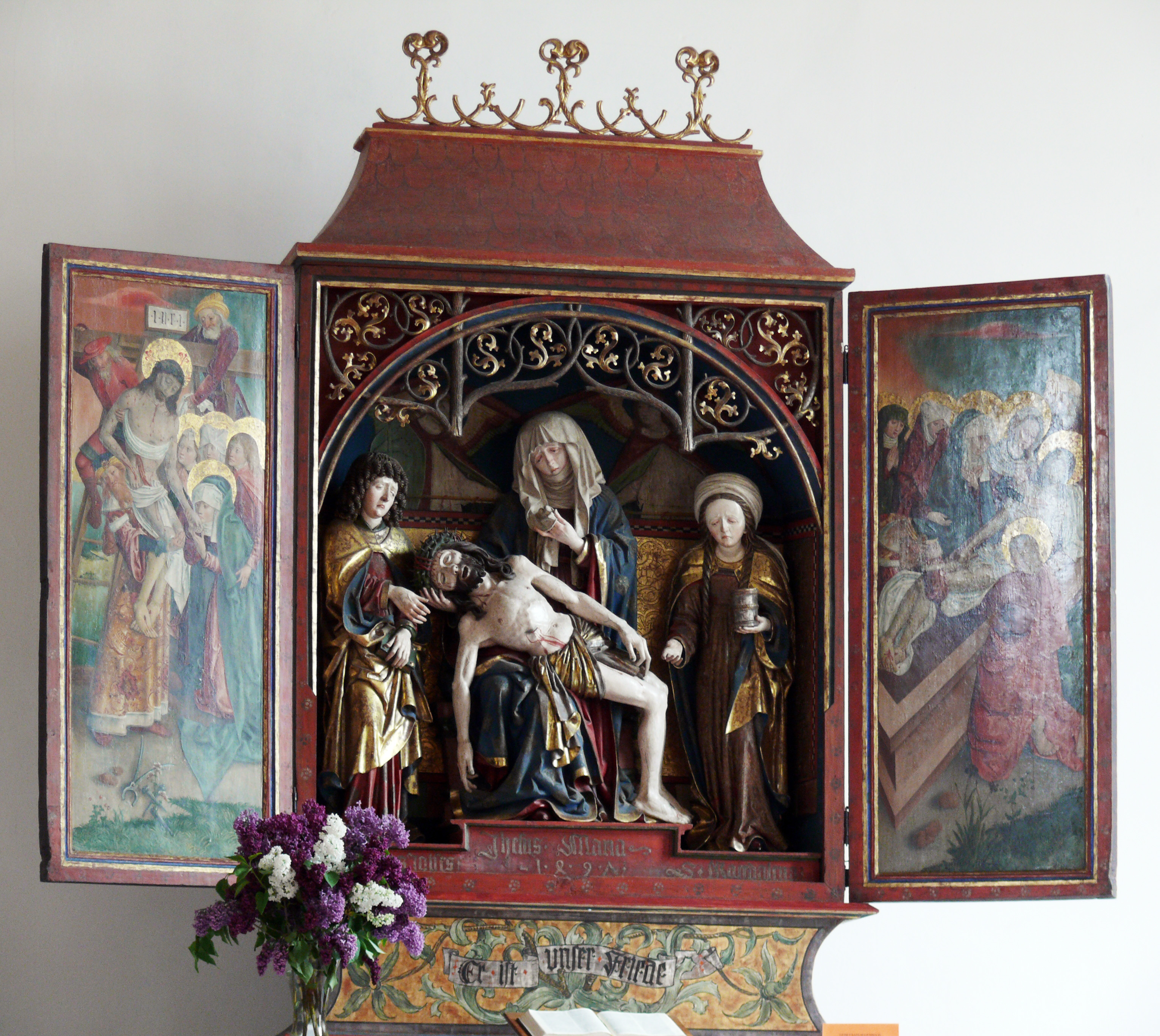
Monakamer Altar

- Die evangelische Kirche im Stadtteil Monakam beherbergt einen spätgotischen Altarschrein, den Monakamer Altar von 1497.
- Bad Liebenzell liegt am Ostweg, einem Fernwanderweg von Pforzheim nach Schaffhausen, der an vielen Sehenswürdigkeiten vorbeiführt.
- Der Ortsteil Beinberg gilt als eines der besterhaltenen Waldhufendörfer. Diese Siedlungsform wird durch den 2008 eröffneten Themenpfad „Waldhufendorf“ erläutert, der für Spaziergänger, Wanderer sowie für Blinde geeignet ist und auch Kindern in unterhaltsamer Weise erklärt, wie sich die Siedler das Land urbar gemacht haben.

### Brauchtum
Auf dem Hofgut Georgenau bei Möttlingen findet immer am Palmsonntag der Calwer Palmritt statt, eine von einem Esel angeführte Reiterprozession, die mit einem evangelischen Gottesdienst im Grünen abschließt.

## Persönlichkeiten

### Söhne und Töchter der Stadt
- Christoph Blumhardt (* 1. Juni 1842 in Möttlingen; † 2. August 1919 in Jebenhausen), Theologe und Politiker (SPD), MdL (Württemberg)
- Friedrich Stanger (* 5. Februar 1855 in Möttlingen; † 13. März 1934 ebenda), Pietist und Heiler
- Bernhard Buttersack (* 16. März 1858 in Liebenzell; † 6. Mai 1925 in Icking im Isartal), Maler
- Rudolf Günther (* 6. Oktober 1859 in Liebenzell; † 17. Juli 1936 in Marburg), evangelischer Pfarrer, Theologe und Hochschullehrer
- Theodor von Heigelin (* 6. April 1876 in Liebenzell; † 15. Januar 1930), Major der Kaiserlichen Schutztruppe für Kamerun
- Peter Freudenthaler und Volker Hinkel gründeten 1991 in Möttlingen die Pop-Band Fools Garden.

### Bürger
- Im Teilort Möttlingen wirkte von 1838 bis 1852 der evangelische Theologe und Pfarrer Johann Christoph Blumhardt (1805–1880; Vater von Christoph Blumhardt, s. o.), dessen Gebetsheilungen in ganz Deutschland Aufsehen erregten. Blumhardt gründete später das Seelsorgezentrum in Bad Boll. Er war mit Eduard Mörike befreundet und stand in Kontakt mit zahlreichen Schriftstellern seiner Zeit.
- Die elsässische Schriftstellerin Marie Hart (1856–1924) verbrachte ihre letzten Lebensjahre in Bad Liebenzell.
- Heinrich Coerper (1863–1936) ist der Gründer der Liebenzeller Mission. Nach ihm wurde 2006 eine der beiden Liebenzeller Quellen benannt.
- Max Ackermann (1887–1975) gilt als Wegbereiter der abstrakten Malerei.
- Peter Weidenbach (* 1934) leitete von 1971 bis 1977 das Forstamt Bad Liebenzell.
- Ines Veith (* 1955) ist Initiatorin des Sophi-Parks Bad Liebenzell, der 2017 eröffnet wurde.

### Persönlichkeiten, die vor Ort wirkten
- Johann Adam Groß der Jüngere (1728–1794) war nach dem Stadtbrand vom 24. Juni 1785 in Liebenzell als Städtebauplaner ab dem 23. Juli 1785 in Liebenzell tätig.[31]
- Walther Bühler (1913–1995), ein deutscher Arzt, Autor und Vortragsredner. Er war Begründer einer bundesweiten Bürgerbewegung für eine anthroposophisch orientierte Heilkunst (Verein für ein erweitertes Heilwesen e. V. – heute Gesundheit aktiv – Anthroposophische Heilkunst e. V.) sowie des Paracelsus-Krankenhaus Unterlengenhardt.
- Arnold Tölg (1934–2024), Politiker (CDU) und Vertriebenenfunktionär, von 1977 bis 2001 Mitglied des Landtages von Baden-Württemberg, Kurdirektor, Geschäftsführer und Verkehrsdirektor in Bad Liebenzell[32]
- Saskia Esken (* 1961), Politikerin (SPD), war von 2008 bis 2015 Vorsitzende des SPD-Ortsvereins Bad Liebenzell.

## Sonstiges
Der niederländische Komponist Jan Brandts-Buys und seine beiden Librettisten Bruno Warden und Ignaz Michael Welleminsky wählten die Stadt Bad Liebenzell zum Schauplatz ihrer 1916 uraufgeführten Oper Die Schneider von Schönau.